# Стереумові
Стереумові (Stereaceae) — родина грибів порядку русулальні. Види мають космополітичне поширення, і є переважно сапротрофами.
За інформацією 10-го видання Словника грибів (Dictionary of the Fungi), родина містить 22 роди і 125 описаних видів.

## Список родів
Acanthobasidium Oberw., 1966

Acanthofungus Sheng H.Wu, Boidin & C.Y.Chien, 2000

Acanthophysellum Parmasto, 1967

Acanthophysium (Pilát) G.Cunn., 1963

Aleurobotrys Boidin, 1986

Aleurocystidiellum P.A.Lemke, 1964 — Алевроцистиделлум

Aleurocystis Lloyd ex G.Cunn., 1956

Aleurodiscus Rabenh. ex J.Schröt., 1888

Amylohyphus Ryvarden, 1978

Amylosporomyces S.S.Rattan, 1977

Chaetoderma Parmasto, 1968

Confertextum Priyanka & Dhingra, 2014

Conferticium Hallenb., 1980

Coniophorafomes Rick, 1934

Gloeocystidiopsis Jülich, 1982

Gloeodontia Boidin, 1966

Gloeomyces Sheng H.Wu, 1996

Megalocystidium Jülich, 14978

Neoaleurodiscus Sheng H.Wu, 2010

Scotoderma Jülich, 1974

Stereum Hill ex Pers., 1794

Xylobolus P.Karst., 1881